# Helmut Bernhöft
Helmut Bernhöft (* 5. Februar 1931 in Döllen; † 18. Januar 2002 in Schwerin) war ein deutscher Stellmacher
und früherer Volkskammerabgeordneter für den Freien Deutschen Gewerkschaftsbund (FDGB).

## Leben
Bernhöft stammte aus dem Landkreis Ostprignitz und war der Sohn eines Arbeiters. Nach dem Besuch der Volksschule nahm er eine Lehre zum Stellmacher auf. Danach besuchte er von 1959 bis 1962 die Ingenieurschule für Bauwesen in Wismar. Dort erwarb er den Abschluss als Meister der volkseigenen Industrie. Später wurde er Montagebrigadier im VEB Bau-Union Schwerin, Stützpunkt Wittenberge.

## Politik
Er trat der SED und dem FDGB bei und war von 1959 bis 1961 Mitglied im FDGB-Kreisvorstand Wittenberge. Im VEB Bau-Union wurde er Sekretär der SED-Betriebsparteiorganisation (BPO). In den beiden Wahlperioden von 1963 bis 1967 und von 1967 bis 1971 war Bernhöft Mitglied der FDGB-Fraktion in der Volkskammer der DDR.